# Ne bis in idem
Ne bis in idem (ook wel non bis in idem; Nederlands: "niet twee keer voor hetzelfde") is een Latijnse term waarmee een rechtsbeginsel wordt aangeduid, dat met name in het strafrecht en het belastingrecht toepassing vindt.
Dit beginsel is terug te vinden in het internationaal en Europees recht onder respectievelijk artikel 14 zevende lid van het Internationaal verdrag inzake burgerrechten en politieke rechten en artikel 4 Zevende Aanvullend Protocol van het Europees Verdrag voor de Rechten van de Mens krachtens hetwelk niemand voor een tweede keer mag worden berecht of gestraft voor een strafbaar feit waarvoor hij reeds overeenkomstig de wet en het procesrecht van elk land bij einduitspraak is veroordeeld of waarvan hij is vrijgesproken.

## Nederland

### Het begrip strafvervolging
Een feit wordt geacht te zijn vervolgd als:
- Er een transactie-aanbod is gedaan en de verdachte heeft betaald;
- Een buitenlandse strafrechter zich al over de zaak heeft gebogen;
- De rechter op het strafproces is toegekomen aan een inhoudelijke beoordeling van de zaak: er zijn dus geen formele verhinderingsgronden zoals onbevoegdheid of nietigheid van de dagvaarding. De rechter heeft een van de vier materiële vragen beantwoord.

Een toegepast sepot door het OM is geen vervolging, maar conform de beginselen van goede procesorde (specifiek: het vertrouwensbeginsel) mag het OM na kennisgeving van het sepot niet meer overgaan tot vervolging. Uitzonderingen op deze regel zijn het bekend worden van nieuwe feiten en een bevel tot vervolging conform artikel 12i Sv.
Een feit wordt geacht niet te zijn vervolgd als:
- De strafrechter op het strafproces in een formele kwestie is blijven steken en de nietigheid van de dagvaarding, onbevoegdheid van de rechter of niet-ontvankelijkheid van het OM heeft uitgesproken;
- De verdachte niet of afwijzend heeft gereageerd op het transactie-aanbod;
- Tegen een sepot succesvol beroep is aangetekend;
- De verdachte slechts civielrechtelijk voor het feit terechtstaat of heeft gestaan;
- De verdachte slechts tuchtrechtelijk of binnen de interne rechtspraak van de beroepsorganisatie voor het feit terechtstaat of heeft gestaan;
- De verdachte slechts met bestuursrechtelijke maatregelen is geconfronteerd, zoals strafkorting op een uitkering.

In deze gevallen mag het OM een nieuwe vervolging starten, tenzij het feit verjaard is. In de laatste twee gevallen wordt overigens wel vaak door de rechter rekening gehouden met de civielrechtelijke en bestuursrechtelijke sancties. Wel kent het Nederlands belastingrecht het beginsel van una via (één weg), wat inhoudt dat bij bepaalde ongewenste fiscale handelingen die zowel straf- als bestuursrechtelijk afgehandeld kunnen worden, de belastingdienst een van de twee mogelijkheden moet kiezen. Mocht de belastingdienst bijvoorbeeld een strafrechtelijke vervolging van belastingfraude niet rond kunnen krijgen, dan mag het niet later nog een keer bestuursrechtelijk worden geprobeerd.

### Samenhang tussen feiten
Soms kan men ook voor twee feiten vervolgd worden die wel erg met elkaar samenhangen. Iemand pleegt bijvoorbeeld een inbraak met brandstichting en wordt eerst voor de braak en vervolgens voor de brand vervolgd. Dat dit eigenlijk twee feiten zijn, is niet meer dan logisch. Wanneer een inbreker eerst vervolgd zou worden voor diefstal en vervolgens voor vernieling omdat hij bij de inbraak een ruit heeft ingeslagen om binnen te komen, dan zou iedere rechter beslissen dat dit niet kan, omdat het één feit is.
Maar het kan lastiger. Iemand kan een straatrace rijden, waarna hij vervolgd wordt voor illegaal wedstrijdrijden en ook nog eens voor te hard rijden. Men zal dan moeten onderzoeken of er een feitelijke samenhang bestaat. Wie aan een straatrace meedoet, rijdt per definitie  hard omdat hij de snelste wil zijn. Wanneer er zo wordt geredeneerd, dan is er dus sprake van één feit en kunnen de ten laste te leggen feiten niet gescheiden vervolgd worden. In veel gevallen wordt het echter een welles-nietes spelletje tussen het OM en de raadsman van de verdachte. Iemand kan bijvoorbeeld verzekeringsfraude plegen door middel van brandstichting. De raadsman zal zeggen dat er zonder de brand geen fraude zou kunnen zijn gepleegd. De officier van justitie zal daarentegen zeggen dat fraude best op een andere wijze gepleegd kan worden.
In de zogenaamde "ne bis in idem" jurisprudentie heeft de Hoge Raad enkele criteria opgeworpen om te kijken of er sprake is van hetzelfde feit. Allereerst is de feitelijke gedraging van belang. Die dient hetzelfde te zijn in beide delicten en anders is er sowieso al geen sprake van hetzelfde feit. Daarnaast speelt het beschermde rechtsgoed een rol. Al in 1961 bepaalde de Hoge Raad dat iemand die dronken op een bromfiets gezeten had en daarom veroordeeld werd voor rijden onder dronkenschap daarna nog veroordeeld mocht worden voor openbare dronkenschap. De eerste bepaling had namelijk het oog op de verkeersveiligheid, waar de tweede bepaling zag op de openbare orde en goede zeden.
Een ander probleem vormen feiten die men doorlopend kan plegen. Een voorbeeld is het verzwijgen van 10 jaar aan zwarte inkomsten. Er zal dan moeten worden "geknipt": 10 jaren zijn meestal 10 boekjaren, dus 10 te lage aangiften en daarmee 10 delicten. Aangezien ieder delict op een ander jaar betrekking heeft, is er telkens sprake van een nieuw feit.

### Belastingrecht
Ook in het belastingrecht vindt het beginsel in Nederland toepassing. Het ziet toe op het vermijden van een dubbele heffing, zowel economisch als juridisch. Een sprekend voorbeeld is de deelnemingsvrijstelling: bij een aandeelhoudersbelang groter dan 5% hoeft geen belasting over de waardestijging en het dividend betaald te worden, omdat dit immers uit de winst van de dochtermaatschappij afkomstig is die hier al vennootschapsbelasting over heeft betaald. Een ander voorbeeld zijn de belastingverdragen en regelingen ter voorkoming van dubbele belasting in internationale situaties, zoals de regeling dat iemand die in Nederland woont, in België werkt en ook in België over het loon belasting betaalt, niet in Nederland nog eens hoeft te betalen.

## België
Het gewijsde is het gezag dat is gehecht aan een eindbeslissing van de strafrechter waardoor er definitief een uitspraak wordt gedaan over de strafvordering ten gevolge waarvan een nieuw strafgeding over dezelfde feiten onmogelijk wordt.
Het verbod van een tweede vervolging ligt niet besloten in de artikelen 23 e.v. Gerechtelijk Wetboek. Deze exceptie van gewijsde steunt wel op een algemeen rechtsbeginsel en op art. 14.7 IVBPR. Deze exceptie raakt de openbare orde en moet ambtshalve  worden opgeworpen door de rechter. In burgerlijke zaken is dit níét zo en moet de exceptie worden ingeroepen door de partijen zelf.

### Voorwaarden
Er bestaan verschillende voorwaarden opdat deze exceptie succesvol kan worden ingeroepen:
1. er moet een beslissing ten gronde zijn die uitspraak doet over de strafvordering;
2. de beslissing moet kracht van gewijsde hebben verkregen;
3. de uitspraak moet gewezen zijn in België;
4. de nieuwe vervolging moet worden ingesteld jegens dezelfde persoon;
5. de nieuwe vervolging moet steunen op dezelfde feiten.

## Toezicht op kredietbeoordelaars
Toezicht op kredietbeoordelaars is geregeld in Europese verordening 1060/2009 waarbij de toezichthoudende taak toevalt aan ESMA. Wanneer ESMA inbreuken op de verordening constateert, en één gedraging kwalificeert als meerdere beboetbare feiten, dan wordt slechts een boete voor één feit opgelegd, en wel voor het feit waarvoor de hoogste boete geldt. Anderzijds opent Europese verordening 1060/2009 expliciet de mogelijkheid tot civiele aansprakelijkheidsstelling van kredietbeoordelaars door partijen die schade hebben geleden van de gedraging.

## Robert Cornish
De wetenschapper Robert Cornish had in de jaren '30 een aantal experimenten uitgevoerd waarbij hij dode honden (toepasselijk 'Lazarus' genoemd gevolgd door een volgnummer) tot leven probeerde te wekken. Met name bij de honden Lazarus IV en V had hij enig succes: de honden kwamen bij en leefden, zij het met beperkingen, nog enige dagen tot weken. In 1947 werd hij benaderd door de ter dood veroordeelde kindermoordenaar Thomas McMonigle met het verzoek hem na zijn executie door de gaskamer tot leven te wekken. De autoriteiten verboden dit uiteindelijk uit angst dat het experiment een succes zou worden: ze zouden dan op grond van ne bis in idem een veroordeelde kindermoordenaar in vrijheid moeten stellen.